# 喬安娜 (密蘇里州)
喬安娜（英語：Joanna）是位於美國密蘇里州羅爾斯縣的鬼鎮。

## 歷史
喬安娜的郵局於1895年設立，其後於1912年停運。

## 地理
喬安娜所處的海拔為高於海平面184米（即604英呎），而該地所採用的時區為UTC-6，即北美中部時區（CST）。同時該地設有夏令時間，為UTC-6調快一小時，即UTC-5（CDT）。